# Опата
Опата е северноамериканско индианско племе, което живее в централна и източна Сонора, Мексико и по границата на Аризона, САЩ. Говорят два езика с малки разлики между тях, които образуват малка езикова подгрупа на Юто – ацтекското езиково семейство. Единият език е Тегуима (Техуима) или опата, говорен в североизточната част на територията им, главно в Сонора Вали и в северните части на долините на Рио Монтесума и Рио Бависпе. Вторият език – Еудеве (Еудебе, Хеве, Хехо, Его, Аибин) се говори в района на Рио Сан Мигел и в южните части на територията на племето, главно в района от Матапе на изток до Сохуарипа Вали. Испанците записват имената на общностите живеещи в тези райони като племенни имена. Тези хора са наричани първоначално Батукос, Сонорас и Бависпе. Хората наречени Хова, живеещи в Западна Сиера Мадре формират трета група опата.
Самите опата наричат себе си Хойл-ра-уа. Името опата идва от О-бади – името им в езика на пима и папаго.
Населението на опата е около 20 000 души общо по време на контакта с испанците. Техните общини, първоначално наричани ранчерии, а по-късно мисии са разположени в богати долини, добре напоявани от потоци и реки, което им позволява да развиват земеделие. Допълнителни източници на храни са още лова, риболова и събирането на диви плодове. От изкуствата добре развити са кошничарството и тъкането на памучни платове. Отделните общини или ранчерии са ръководени от вожд и Съвет на старейшините. Отделно има военен предводител, който командва всички дееспособни мъже годни да носят оръжие. Първите опатски селища са построени в периода между 1628 г. и 1650 г. от испанските мисионери, които ги организират като локални ранчерии подобни на малките испански общини. Тези селища са реформирани след Мексиканската революция. Идентифицирани са общо 40 опатски селища от дните на мисиите. Повечето от тях изчезват до 1970 г. По-голямата част от хората опата продължават да живеят в старите си общини, където семействата продължават да се самоопределят все още като индианци, макар културно да са свързани със своите неиндиански съседи.
Като цяло племената в Сонора са миролюбиви и живеят в мир помежду си. Най-много страдат от набезите на апачите от север. Затова опата първоначално не се противопоставят на испанците, които навлизат и се установяват в земите им, мислейки че те щи ги защитят от апачите. Това сътрудничество има ефект донякъде, но в крайна сметка се оказва пагубно за опата. Религиозните и културни посегателстваа от страна на испанските мисионери и войници постепенно променят необратимо традиционният им начин на живот, религия и култура. Вследствие на асимилация и християнизацията, опата губят своята идентичност и език. Последният, който говори езика умира през 1940 г. Силно смесени през годините с други индиански групи и неиндианци, те образуват нови смесени общности наричани от мексиканците индитос, за да се разграничават от останалите индианци. В наши дни почти няма чистокръвни опата. Съвременната нация опата е съставена почти изцяло от метиси, изповядващи католицизма. Наред с християнството днешните опата все повече се обръщат към старите вярвания и корени, опитвайки се да възродят забравените обичаи и традиции. През 1955 г. са отбелязяни няколко селища в Сонора с преобладаващо население опата. Отделно има групички разпръснати из цяла Сонора и други части на Мексико. Има и такива, които се самоопределят като опата и живеят в Аризона.